# Videojuego de disparos táctico

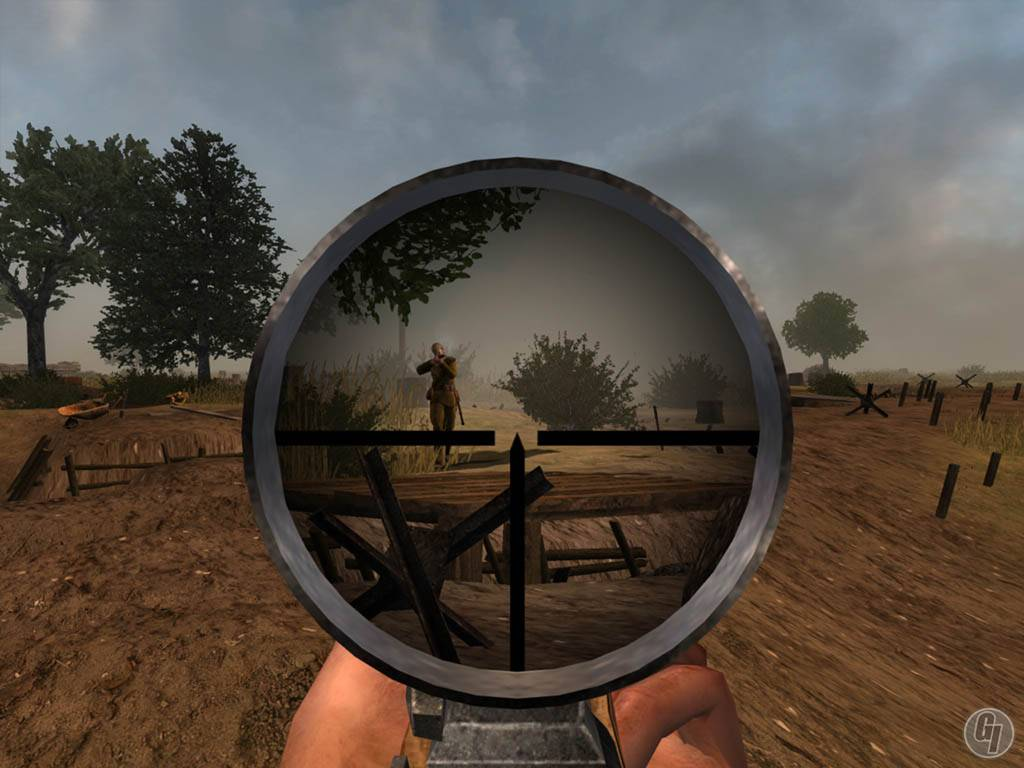
Imagen del Juego Red Orchestra sniper

Un videojuego de disparos táctico es un subgénero dentro de los videojuegos de disparos en primera persona y los videojuegos de disparos en tercera persona. Estos videojuegos simulan un combate realista, lo que hace que las tácticas y la precaución sean más importantes que los reflejos rápidos como en otros videojuegos de acción. Por lo general videojuegos de corte militar, antiterrorista y policial, pertenecen a este género.

## Características
Según IGN, los videojuegos de disparos tácticos «son sobre precaución, cuidado, cooperación, coordinación, planificación y ritmo. En estos videojuegos, hacer empujes decisivos, movimientos rápidos para cubrirse y las retiradas estratégicas no solo son importantes para el éxito, sino que dichas acciones están equilibradas de tal manera que se conviertan en actividades placenteras en el juego». David Treharne de GameSpew identifica cuatro criterios para lo que califica como un videojuego de disparos táctico: «Principalmente, se busca el uso de: limitaciones realistas del movimiento del jugador; simulación realista de la balística y la precisión; basada en un escuadrón o con accesibilidad múltiple de un enfoque o estilo; y un modelo de daño realista de baja tolerancia o baja salud. Básicamente, te mueves más despacio que en la mayoría de los videojuegos de disparos, tu precisión es mucho menor y las balas caen al recorrer cierta distancia; generalmente tienes un escuadrón al mando y todos ustedes solo pueden resistir dos o tres tiros antes de morir».
Los videojuegos de disparos tácticos están diseñados para ser realistas. No es raro que los jugadores sean asesinados con una sola bala, y, por lo tanto, los jugadores deben ser más cautelosos que en otros videojuegos de disparos. El énfasis está en el modelado realista de armas, y a menudo, los potenciadores son más limitados que en otros videojuegos de acción. Esto restringe el heroísmo individual visto en otros videojuegos de disparos, y así las tácticas se vuelven más importantes.
En general, el estilo de juego suele ser más lento que el de otros videojuegos de acción, debido a que la jugabilidad es mucho más punitiva. Las técnicas de salto a veces no se enfatizan para promover el realismo, con algunos videojuegos que van más allá y omiten el botón de salto. En contraste con los videojuegos que enfatizan correr y disparar, los videojuegos de disparos tácticos requieren más precaución y paciencia (enfatizan la acción de mantenerse cubiertos y evitar ser atrapados al aire libre), sumando que los videojuegos de disparos tácticos generalmente están diseñados para que los disparos se vuelvan imprecisos mientras corres, lo que aumenta la precisión para posturas agachadas o boca abajo. Los jugadores a menudo tienen la opción de disparar desde la cadera, que es menos preciso pero ofrece una vista más amplia del área, o utilizar el visor de alcance para una mejor precisión de acercamiento pero con el límite de la vista restringida. Algunos videojuegos de disparos tácticos, como el InfiltrationMod para Unreal Tournament, incluso carecen del punto de mira que se ve en otros videojuegos de disparos en primera persona para lograr un alto grado de realismo.
Muchos videojuegos de disparos tácticos hacen uso del combate en grupo, donde el personaje del jugador es apoyado por otros compañeros de equipo. Mientras que los primeros videojuegos de disparos tácticos proporcionaban compañeros de equipo simples controlados por computadora que ofrecían fuego de apoyo, la inteligencia artificial en videojuegos posteriores ha evolucionado con respuestas más complejas de los compañeros de equipo, como la mecánica de fuego de cobertura. En videojuegos con una inteligencia artificial suficientemente robusta, el personaje del jugador puede enviar comandos a otros personajes controlados por computadora. Algunos videojuegos del género permiten a los jugadores planificar los movimientos de su equipo antes de una misión, lo que luego acata la inteligencia artificial. Muchos videojuegos también ofrecen un modo multijugador en línea, lo que permite a los jugadores establecer estrategias y coordinarse a través de un auricular. Las tácticas basadas en equipos se enfatizan más que otros videojuegos de disparos, por lo que la precisión al apuntar y los reflejos rápidos no siempre son suficientes para la victoria.
El diseño de los niveles generalmente refleja la ambientación del videojuego. Por ejemplo, el jugador puede ponerse en el papel de un policía SWAT luchando contra terroristas u otros criminales, o puede participar en combates militares en conflictos del mundo real como soldados del campo de batalla o comandos de fuerzas especiales. Algunos videojuegos tienen lugar en universos completamente ficticios e incorporan elementos de ciencia ficción. Cada nivel tendrá diferentes objetivos. Aunque algunos niveles pueden simplemente requerir que el jugador derrote a su enemigo, otros niveles pueden desafiar al jugador con objetivos como escoltar a un VIP de manera segura a un lugar específico o colocar una carga de demolición en un objetivo. Los niveles a menudo se diseñan con puntos de control o rutas alternativas. Debido a que en los enfrentamientos directos generalmente conllevan una fuerte resistencia del enemigo, se vuelve importante explotar una posición superior y/o tomar al enemigo por sorpresa e incluso evadirlo por completo.

### Armas
Generalmente, los videojuegos de disparos tácticos cuentan con una amplia variedad de armas modeladas con base en armas de fuego reales, siendo más realistas que los videojuegos de disparos tradicionales. Por ejemplo, la serie Brothers in Arms es única en cuanto a que, dado que el videojuego se desarrolla en la Segunda Guerra Mundial, el equipo de desarrollo, Gearbox Software, se aseguró de retratar las armas con precisión agregando retroceso realista, desenfoque de movimiento y la sensación de estar en fuego cruzado. Hicieron esto probando las armas y contratando asesores militares durante la fase de desarrollo.
Sin embargo, algunas veces la simulación del combate real se sacrifica en favor del equilibrio y la jugabilidad. A menudo hay modificaciones considerables a las armas y balística del videojuego con respecto a sus contrapartes de la vida real para garantizar el equilibrio en el modo multijugador. Por ejemplo, Counter-Strike y otros videojuegos le permiten al jugador sobrevivir múltiples impactos de bala al torso (ignorando la resistencia de penetración de las balas de diferentes tipos de chalecos antibalas) e incluso más a las piernas (rara vez blindadas en la vida real), mientras que se considera un asesinato automático al asestar golpes cuerpo a cuerpo en la espalda (ya sean golpes o puñaladas con cuchillo) y disparos a la cabeza (incluido un disparo de pistola en la parte posterior de la cabeza, incluso si el objetivo lleva un casco de combate).

## Historia
Las características comunes del género de los videojuegos de disparos tácticos aparecieron desde 1987, con Airborne Ranger de Microprose. Computer Gaming World lo comparó con el videojuego de arcade Commando (un videojuego de acción más típico del período de los arcades), pero comentó que era «más profundo y más versátil». El videojuego incluía un inventario limitado que tenía que ser administrado cuidadosamente, una variedad de tipos de misiones que a menudo promovían la astucia sobre la violencia y el ímpetu para planear por adelantado las acciones del jugador y superar a los enemigos. Airborne Ranger fue seguido por Special Forces en 1991, también desarrollado por Microprose, que introdujo por primera vez la mecánica de escuadrones en el género. 
El siguiente avance técnico se produjo en 1993 con el lanzamiento de SEAL Team por Electronic Arts. Este videojuego ya ofrecía muchas de las características básicas asociadas con el género, incluyendo la utilización de elementos de soporte y unidades vehiculares y la ejecución de un entorno simulado en tiempo real (usando gráficos vectoriales 3D) que reacciona a las acciones del jugador. Las pruebas de diseño de los videojuegso de disparos tácticos fueron escasas en los siguientes cinco años e incluyeron Terra Nova: Strike Force Centauri, lanzado en 1996, uno de los primeros videojuegos renderizados en 3D con una jugabilidad orientados a escuadrones.
Los primeros éxitos importantes del género llegaron en 1998, con videojuegos como Rainbow Six y Ghost Recon, que se acreditan por definir y refinar el género. Otro título clave fue Delta Force, que enfatizó el uso de las armas del mundo real y las muertes rápidas. Otras influencias al género incluyeron videojuegos como la serie SOCOM, así como la serie SWAT, una serie derivada de la serie de videojuegos de aventura Police Quest.
Rainbow Six ha sido acreditado como un videojuego revolucionario, que definió las convenciones del género. El videojuego se inspiró en el Equipo de Rescate de Rehenes del FBI, y fue diseñado para replicar a un equipo de especialistas que realizan una operación especializada. El videojuego fue diseñado para enfatizar la estrategia de una manera que sería divertida para los jugadores sin los mejores reflejos. [10] Desde entonces, la serie se ha convertido en un punto de referencia para el género en términos de detalle y precisión.
Algunos de los videojuegos de disparos tácticos más notables han sido modificaciones completas a videojuegos de disparos en primera persona que se han lanzado de forma gratuita. Infiltration, un mod de Unreal Tournament, ha sido descrito como un videojuego que «convirtió el estilo caricaturesco y desenfrenado de Unreal Tournament en un videojuego desgarrador del estilo "gato y ratón"». Infiltration se destacó por implementar un sistema de puntería detallado proyectado desde la cadera y con un visor pero sin un punto de mira, diferentes posturas de movimiento (correr, caminar, agacharse y inclinarse, inclinarse en las esquinas) y un sistema de carga personalizable que permite la configuración de armas (incluidos los accesorios) con una penalización de peso. Half-Life: Counter-Strike, un mod de Half-Life, fue el videojuego multijugador más popular de su era a pesar del lanzamiento de videojuegos de disparos en primera persona con motores gráficos más avanzados como Unreal Tournament 2003. Uno de los desarrolladores de las expansiones de Half-Life fue Gearbox Software, quien en 2005 lanzó el videojuego Brothers in Arms: Road to Hill 30, que definió el género con mayor precisión. Los críticos elogiaron el videojuego por no solo agregar realismo a su videojuego de disparos en primera persona, sino también por su jugabilidad táctica única que permite a los jugadores comandar soldados y equipos durante el combate.